# Государственная налоговая служба Украины
Государственная налоговая служба Украины (укр. Державна податкова служба України) — центральный орган исполнительной власти, возглавлявший систему органов государственной налоговой службы Украины.

## История
Государственная налоговая служба Украины была создана в 1996 году.
24 декабря 2012 года вследствие объединения с Государственной таможенной службой ГНС вошла в Министерство доходов и сборов Украины.
В мае 2014 года было принято решение о восстановлении государственной налоговой службы, получившей новое наименование (укр. Державна фіскальна служба України).
25 марта 2014 премьер-министр Украины А. П. Яценюк сообщил о планах проведения реформы налоговой милиции, который предполагал создание службы финансовых расследований и расформирование налоговой милиции (6 сентября 2015 он подтвердил намерение ликвидировать налоговую милицию).
9 сентября 2014 года объявлено о создании батальона из "примерно 200" сотрудников налоговой службы для участия в боевых действиях на юго-востоке Украины, подразделение получило наименование "Фантом" и поступило в подчинение штабу АТО. Основными направлениями деятельности подразделения является контроль за перемещением товаров и грузов, а также борьба с контрабандой и несение службы на блокпостах.

## Руководство

### Председатель
Государственную налоговую службу Украины возглавлял Председатель Государственной налоговой администрации Украины, которого назначал и освобождал от занимаемой должности Президент Украины.

### Заместители председателя
Количество заместителей Председателя Государственной налоговой службы Украины определялось Кабинетом Министров Украины. Заместители Председателя Государственной налоговой службы Украины назначались на должность и освобождались от должности Кабинетом Министров Украины по представлению Председателя Государственной налоговой службы Украины.

### Структура
1. Департамент хозяйственного обеспечения
2. Управление защиты информации
3. Департамент обеспечения деятельности Председателя
4. Департамент персонала
5. Департамент финансового обеспечения
6. Управление капитального строительства
7. Департамент обслуживания крупных налогоплательщиков
8. Следственное управление налоговой милиции
9. Юридический департамент
10. Управление координации нормотворческой работы и взаимодействия с органами государственной власти
11. Управление международных связей
12. Организационно-распорядительный департамент
13. Департамент ведомственного контроля
14. Департамент администрирования налога на прибыль и других налогов и сборов (обязательных платежей)
15. Департамент администрирования налога на добавленную стоимость
16. Департамент налогообложения физических лиц
17. Аналитико-информационный отдел
18. Департамент прогнозирования, анализа, учёта и отчетности
19. Управления администрирования акцизного сбора
20. Департамент контроля за финансовыми учреждениями и операциями в сфере ВЭД
21. Департамент налогового контроля юридических лиц
22. Департамент погашения просроченных налоговых обязательств
23. Департамент апелляций
24. Главное управление налоговой милиции
25. Управление внутренней безопасности ГНС Украины
26. Департамент информационно-аналитического обеспечения процессов налогообложения
27. Управление регистрации и учёта налогоплательщиков
28. Информационно-справочный департамент государственной налоговой службы
29. Департамент массово-разъяснительной работы и обращений граждан
30. Департамент контроля за производством и оборотом спирта, алкогольных напитков, табачных изделий
31. Департамент развития и модернизации государственной налоговой службы
32. Департамент борьбы с отмыванием доходов, полученных преступным путём
33. Департамент контроля за возмещением налога на добавленную стоимость
34. Управление (служба) специальных расследований
35. В каждой из 27 административных единиц Украины существует региональное подразделение.

## Список руководителей
Заместитель Министра финансов Украины — начальник Государственной налоговой инспекции
- Ильин Виталий Никифорович (сентябрь 1990 — 16 мая 1992)
- Тентюк Виктор Петрович (16 мая 1992 — 28 декабря 1992)

Заместитель Министра финансов Украины, начальник Главной государственной налоговой инспекции Украины
- Тентюк Виктор Петрович (28 декабря 1992 — 24 июля 1993)
- Ильин Виталий Никифорович (30 июля 1993 — 6 декабря 1996)

Председатель Государственной налоговой администрации Украины
- Азаров Николай Янович (1 октября 1996 — 26 ноября 2002)
- Кравченко Юрий Фёдорович (6 декабря 2002 — 11 июня 2004)
- Ярошенко Фёдор Алексеевич (11 июня 2004 — 3 марта 2005)
- Киреев Александр Иванович (3 марта 2005 — 10 августа 2006)
- Брезвин Анатолий Иванович (10 августа 2006 — 24 декабря 2007)
- Буряк Сергей Васильевич (24 декабря 2007 — 17 марта 2010)
- Шейбут Виктор Владимирович (и. о. 17—24 марта 2010)
- Папаика Александр Алексеевич (24 марта 2010 — 25 декабря 2010)

Председатель Государственной налоговой службы Украины
- Захарченко Виталий Юрьевич (25 декабря 2010 — 7 ноября 2011)
- Клименко Александр Викторович (7 ноября 2011 — 24 декабря 2012)

## Профессиональные праздники
Профессиональный праздник «День работника налоговой службы Украины» отмечается ежегодно 2 июля несмотря та то, что Указ Президента Украины, устанавливающий дату профессионального праздника утратил силу в 2013 году, в связи с установлением нового профессионального праздника «День работника налогового и таможенного дела на Украине».